# Икауниеце, Лаура
Ла́ура И́кауниеце (латыш. Laura Ikauniece, в 2014—2019 по мужу Икауниеце-Адмидиня, латыш. Ikauniece-Admidiņa; род. 31 мая 1992 года, Вентспилс) — латвийская легкоатлетка, бронзовый призёр чемпионата мира 2015 года в Пекине и серебряный призёр чемпионате Европы 2012 года в Хельсинки в семиборье. Финалист Золотой лиги BIGBANK 2012 по дисциплине прыжок в длину. Вице-чемпионка мира среди юношей в легкоатлетическом семиборье 2009 года, бронзовая призёрка чемпионата мира среди юниоров 2011 года. На чемпионате Европы 2012 года установила личный рекорд — 6335 очков.
На Олимпиаде 2012 в Лондоне в семиборье Икауниеце заняла 9-е место с показателем 6414 очков, установив новый личный рекорд.
29 мая 2016 года установила новый рекорд Латвии, набрав 6622 очка в австрийском Гётцисе. Там же она установила личные рекорды на дистанции 100 метров с барьерами и 200 метров.
На Олимпийских играх 2016 года в Рио Лаура стала четвёртой в семиборье с результатом 6617 очков. В Рио латышка установила личные рекорды на дистанции 800 метров и в метании копья.
Дочь советской латвийской легкоатлетки Винеты Икауниеце (род. 1962), которая с 1980-х годов удерживает рекорды Латвии в беге на 60, 100, 200, 400 метров. В 2014 году Лаура вышла замуж за Роландса Адмидиньша, в 2019 году развелась с мужем.